# Verberg
Verberg – dzielnica miasta Krefeld w Niemczech, w kraju związkowym Nadrenia Północna-Westfalia, w rejencji Düsseldorf.

## Historia
Pierwsze wzmianki o dzielnicy Verberg znajdują się w dokumentach z 1432 roku. Nazwa wywodzi się od staroniemieckiego słowa "Vairbroich". Do 1794 roku Verberg było osadą rolniczą i leżało na terytoriach Elektoratu Kolonii. W 1902 Verberg połączyło się z sąsiednią gminą Bockum, tworząc gminę Bockum-Verberg. Gmina ta została przydzielona do miasta Krefeld w dniu 15 października 1907 roku.

## Populacja

### Demografia
Według spisu ludności z 2023 roku w dzielnicy Verberg mieszkało 3978 mieszkańców, z czego 1884 to mężczyźni, a 2094 to kobiety. 3826 mieszkańców dzielnicy ma pochodzenie niemieckie, a 152 pochodzenie zagraniczne.